# عبد الله هوساوي (لاعب كرة قدم مواليد 1985)
عبد الله هوساوي (مواليد 4 يوليو 1985) هو لاعب كرة قدم سعودي .
لعب سابقاً في أندية الغوطة وهجر و العروبة والكوكب و الجبلين والعين .

## وصلات خارجية
- عبد الله هوساوي على موقع Soccerway.com (الإنجليزية)

- عبد الله هوساوي